# Natação no Campeonato Europeu de Esportes Aquáticos de 2012 - 800 m livre masculino
A prova dos 800 metros livre masculino da natação no Campeonato Europeu de Esportes Aquáticos de 2012 ocorreu entre os dias 24 e 25 de maio em Debrecen na Hungria. 

## Calendário
| Fase          | Data       | Hora  |
| ------------- | ---------- | ----- |
| Eliminatórias | 24 de maio | 10:27 |
| Final         | 25 de maio | 17:02 |

Todos os horários estão no horário local (UTC+1)

## Recordes
Antes desta competição, os recordes eram os seguintes:
| Recorde mundial       | Zhang Lin            | 7:32.12 | Roma      | 29 de julho de 2009  |
| Recorde europeu       | Federico Colbertaldo | 7:43.82 | Roma      | 29 de julho de 2009  |
| Recorde do campeonato | Sébastien Rouault    | 7:48.84 | Budapeste | 13 de agosto de 2010 |

## Medalhistas
| Ouro            | Prata                      | Bronze              |
| Gergő Kis (HUN) | Gregorio Paltrinieri (ITA) | Sergiy Frolov (UKR) |

## Resultados

### Eliminatórias
Esses foram os resultados das eliminatórias. 
| Pos. | Bateria | Raia | Nadador              | Nacionalidade | Tempo   | Notas            |
| ---- | ------- | ---- | -------------------- | ------------- | ------- | ---------------- |
| 1    | 2       | 2    | Sergiy Frolov        | Ucrânia       | 7:57.54 | Q                |
| 2    | 3       | 6    | Gabriele Detti       | Itália        | 7:57.61 | Q                |
| 3    | 1       | 4    | Gregorio Paltrinieri | Itália        | 7:57.92 | Q                |
| 4    | 2       | 4    | Sébastien Rouault    | França        | 7:57.94 | Q                |
| 5    | 3       | 4    | Gergő Kis            | Hungria       | 7:58.09 | Q                |
| 6    | 2       | 3    | Evgeny Kulikov       | Rússia        | 8:00.86 | Q                |
| 7    | 1       | 1    | Maxym Shemberyev     | Ucrânia       | 8:02.41 | Q                |
| 8    | 3       | 2    | David Brandl         | Áustria       | 8:03.73 | Q                |
| 9    | 3       | 1    | Sören Meissner       | Alemanha      | 8:03.82 |                  |
| 10   | 2       | 5    | Anthony Pannier      | França        | 8:04.00 |                  |
| 11   | 3       | 3    | Gergely Gyurta       | Hungria       | 8:04.03 |                  |
| 12   | 1       | 6    | Anton Goncharov      | Ucrânia       | 8:06.81 |                  |
| 13   | 1       | 5    | Federico Colbertaldo | Itália        | 8:08.04 |                  |
| 14   | 1       | 7    | Anton Sveinn McKee   | Islândia      | 8:08.58 | Recorde nacional |
| 15   | 3       | 5    | Rocco Potenza        | Itália        | 8:08.60 |                  |
| 16   | 1       | 3    | Jan Wolfgarten       | Alemanha      | 8:12.79 |                  |
| 17   | 1       | 2    | Uladzimir Zhyharau   | Bielorrússia  | 8:15.48 |                  |
| 18   | 2       | 1    | Ventsislav Aydarski  | Bulgária      | 8:16.03 |                  |
| 19   | 3       | 7    | Jovan Mitrovic       | Suíça         | 8:16.08 |                  |
| 20   | 2       | 7    | Jan Karel Petric     | Eslovênia     | 8:23.42 |                  |
| 21   | 2       | 6    | Michal Szuba         | Polónia       | DNS     |                  |

### Final
Esse foi o resultado da final. 
| Pos.              | Raia | Nadador              | Nacionalidade | Tempo   | Notas |
| ----------------- | ---- | -------------------- | ------------- | ------- | ----- |
| Medalha de ouro   | 2    | Gergő Kis            | Hungria       | 7:49.46 |       |
| Medalha de prata  | 3    | Gregorio Paltrinieri | Itália        | 7:52.23 |       |
| Medalha de bronze | 4    | Sergiy Frolov        | Ucrânia       | 7:52.81 |       |
| 4                 | 6    | Sébastien Rouault    | França        | 7:53.78 |       |
| 5                 | 5    | Gabriele Detti       | Itália        | 7:56.16 |       |
| 6                 | 7    | Evgeny Kulikov       | Rússia        | 7:59.90 |       |
| 7                 | 1    | Maxym Shemberyev     | Ucrânia       | 8:00.96 |       |
| 8                 | 8    | David Brandl         | Áustria       | 8:03.28 |       |

Legenda
| Recorde mundial       | Recorde mundial (World record)               |                       | Recorde africano                      | Recorde africano (African) |                                           | Q | Classificado por posição (Qualified) |
| Recorde do campeonato | Recorde do campeonato (Championship record)  | Recorde da América    | Recorde da América (Americas)         | q                          | Classificado por melhor tempo (Qualified) |   |                                      |
| Melhor marca do ano   | Melhor marca do ano (World leading)          | Recorde asiático      | Recorde asiático (Asian)              | DNS                        | Não largou (Did not start)                |   |                                      |
| Recorde nacional      | Recorde nacional (National record)           | Recorde europeu       | Recorde europeu (European)            | DNF                        | Não terminou (Did not finish)             |   |                                      |
| Recorde pessoal       | Recorde pessoal do atleta (Personal best)    | Recorde da Oceania    | Recorde da Oceania (Oceania)          | DSQ / DQ                   | Desclassificado (Disqualified)            |   |                                      |
| Recorde da temporada  | Recorde da temporada do atleta (Season best) | Recorde sul-americano | Recorde sul-americano (South America) | NM                         | Sem marca (No mark)                       |   |                                      |